# صراع على الرمال (مسلسل)
صراع على الرمال, مسلسل ميلودراما بدوي سوري. وهو من تأليف هاني السعدي وخيال وأشعار محمد بن راشد آل مكتوم. كان اسمه «أيام الثأر» أثناء العمل ثم تبلورت الفكرة لتحويل اسمه إلى «صراع على الرمال». وحوله إلى اللهجة البدوية هشام كفارنة. المسلسل من إخراج حاتم علي موسيقى تصويرية وألحان طارق الناصر وإنتاج المكتب الإعلامي.

## القصة
تدور أحداث المسلسل في بداية القرن الثامن عشر في أحد البلاد العربية ويتناول قصة قبيلتين عربيتين تسيل بينهما دماء ودموع بسبب (الرقيط) الذي يبحث عن مشيخة لا يستحقها وعن ابنة عم لا تريده ولهذا السبب يبدأ بالتخطيط لهدم القبيلة وتنحية عمه عن المشيخة فيوقع أولاً بين أفراد القبيلة ثم ينتقل إلى إيقاع الخلاف بينها وبين قبيلة أخرى وتدور معارك طاحنة بين القبيلتين إلى أن ينكشف أمره ولكن في آخر لحظة يهرب والحقد يأكل قلبه على القبيلتين فيصمم على الانتقام وهذه المرة عن طريق عصابة مأجورة يتزعمها ولكن العمل لا يتوقف عند (الرقيط) فهو مليء بالشخصيات الرومانسية والحب العذري.

## الشخصيات
| الشخصية    | الممثل                | معلومات |
| ---------- | --------------------- | --- |
| فهد        | تيم حسن               | الابن الأكبر للشيخ حمّاد، وعاشق الهنوف، وهو الفارس والشاعر الذي يعيش صراع حبه لهنوف ضمن حكايا الثأر والحرب والفروسية والوفاء ليجسد في النهاية فكرة أن الحب قادر على إعادة الطبيعة إلى مسارها الحقيقي. |
| أم فهد     | منى واصف              | أم فهد وزوجة الشيخ حمّاد. وهي شيخة وزوجة الشيخ من قبيلة العجيل وهي أم فهد لديها ولدان وبنت، تجري أحداث مع قبيلة أخرى يذهبون على أثرها لمحاربتها ولكنها تخاف خسارة أولادها فتحاول مع نساء القبيلة القول إن ما يجري ليس حرباً وإنما مجرد محاولات للأخذ بالثأر وهنا لأول مرة تظهر المرأة وهي تجابه الرجال، لكنها تخسر أحد أبنائها.                  |
| سالم       | جابر جوخدار           | ابن الشيخ حمّاد، الأخ الأصغر لفهد. |
| الهنوف     | صبا مبارك             | البنت الكبرى للشيخ وضّاح، وعاشقة فهد. وهي الفتاة البدوية التي تعيش قصة حب شفافة مع شاب من قبيلة أخرى إلا أن حبها يواجه صراعاً عنيفاً لأن العداء قد استحكم بين القبيلتين ولأن ابن عمها رقيط يحبها ويريدها زوجة له. |
| الشيخ حمّاد | عبد الرحمن أبو القاسم | (أبو فهد) شيخ قبيلة العجيل. |
| الشيخ وضّاح | طلحت حمدي             | (أبو عامر) شيخ قبيلة الحنظل. |
| عامر       | باسل خياط             | ابن الشيخ وضّاح. |
| ذياب/رقيط  | عبد المنعم عمايري     | ابن الشيخ حمد؛ أخو الشيخ وضّاح، وقتل والده على يد الشيخ حمّاد في إحدى المعارك القديمة بين القبيلتين، يسعى للحصول على المشيخة وذلك بإشعال نار الفتنة بين القبيلتين. وهو مرقط الوجه والشخصية الشريرة في العمل الذي يملأ قلبه الحقد فيسعى لتصعيد حالة العداء بين القبيلتين خاصة بعد اكتشافه عدم استحقاقه للمشيخة وأن ابنة عمه أحبت سواه وأعرضت عنه. |
| جابر       | نضال نجم              | عقيد فرسان الحنظل. |
| ثريا       | رنا أبيض              | صديقة الهنوف. |
| زيد        | خالد القيش            | فارس من فرسان قبيلة العجيل يقتل في أحد المعارك. |
| لبنى       | رنا جمول              | من نساء قبيلة العجيل. |
| أبو اللهب  | حسن عويتي             | زعيم عصابة أبو اللهب (الحنشل). |
| حوّاس       | علاء الزعبي           | من رجال أبو اللهب. |
| شربل       | محمد آل رشي           | من رجال أبو اللهب. |
| غالب       | سيف الدين السبيعي     | من رجال أبو اللهب. |
| ابو شاهين  | زيناتي قدسية          | من رجال قبيلة الحنظل. |
| حسنة       | أناهيد فياض           | ابنة الشيخ حمّاد يقوم باختطافها رجال أبو اللهب. |
| '          | صفاء سلطان            | |
| '          | جوزيف ناشف            | |
| ام لافي    | فيلدا سمور            | من نساء قبيلة العجيل. |
| العنود     | لمى إبراهيم           | |
| '          | أدهم مرشد             | أحد شباب قبيلة العجيل. |
| صايل       | مهند قطيش             | |
| سلمى       | ناديا عودة            | |
| ميمون      | محمد مفتاح            | أخرس يعيش في قبيلة الحنضل. |

## فريق العمل
- مدير التصوير والإضاءة: م. أحمد إبراهيم أحمد
- فن التصوير: نزار واوية
- مهندس الصوت: محمد علي
- المونتاج: عصام الصيداوي
- مدير الإنتاج: الهادي قرنيط
- التأليف الموسيقي: طارق الناصر
- تصميم المكياج: مير محسن موسوي - إيران
- ديكور: ناصر الجليلي
- إنتاج: مؤسسة دبي للإعلام - الشيخ محمد بن راشد أل مكتوم
- منتج منفذ: شركة صورة للإنتاج الفني
- شركة الإنتاج في المملكة المغربية: [ شركة ALADIN FILMS ]

## مواقع التصوير
- تدمر - سوريا
- ورززات - المغرب
- مراكش - سدي بو عثمان -المملكة المغربية

## مواصفات فنية
- الكاميرا: Digital 970
- مدة التصوير: 10 / 2007 - 2 / 2008
- توقيت العرض:9 / 2008
- المخرج المساعد: علي محي الدين علي
- إخراج: حاتم علي